# Orlak, el infierno de Frankenstein
Orlak, el infierno de Frankenstein es una película de terror y ciencia ficción mexicana de 1960, producida y dirigida por Rafael Baledón y protagonizada por Joaquín Cordero, Rosa de Castilla, Irma Dorantes y Andrés Soler. Se considera una película de culto por la modesta producción, los elementos de ciencia ficción como la creación de vida artificial a través de diversos experimentos y el terror propio de la venganza y el asesinato.

## Trama o sinopsis
La historia se sitúa a principios del siglo XX, cuando Jaime Rojas y el doctor Frankenstein se conocen en la prisión. El primero tras ser acusado de robo y asesinato, y al doctor Frankenstein al ser descubierto robando cadáveres para sus experimentos.
Jaime Rojas es liberado y propone ayudar en el escape al doctor para posteriormente apoyarle en sus experimentos, consiguiendo sangre humana para alimentar a Orlak, monstruo creado por Frankenstein. Una vez que Orlak va cobrando fuerza, es utilizado por el mismo Jaime Rojas como instrumento de venganza.

## Reparto
- Joaquín Cordero como Jaime Rojas / Orlak, el Monstruo.
- Andrés Soler como Dr. Frankenstein.
- Armando Calvo como Inspector Santos.
- Irma Dorantes como Elvira Dávalos.
- Carlos Ancira como Eric.
- Pedro d'Aquillon como Vidal.
- Rosa de Castilla como Estela.
- David Reynoso como Gastón.
- Antonio Raxel como Juez Dávalos.
- Carlos Nieto como Gabino.
- Julián de Meriche como Víctor.